# Medalla al Mérito Penitenciario
La Medalla al Mérito Penitenciario es condecoración civil española destinada a recompensar las actividades relevantes realizadas por los empleados al servicio de la administración penitenciaria española. Se encuentra regulada por el real decreto 190/1996, de 9 de febrero, por el que se aprueba el Reglamento Penitenciario.

## Grados
Cuenta con tres categorías: 
- Medalla de Oro: Concedida por la realización de servicios en el ámbito penitenciario, pueden estar relacionados o no con los cometidos propios del puesto, pero se requiere que revistan una extraordinaria relevancia y denoten un alto espíritu de servicio. Lleva anexo el tratamiento de Excelencia o Excelentísimo o Excelentísima o Excelentísimo Señor o Excelentísima Señora.
- Medalla de Plata: Entregada por la prestación continuado de servicios de especial relevancia relacionados con la actividad penitenciaria que denoten superior iniciativa y dedicación.
- Medalla de Bronce: Otorgada prestación de servicios relevantes relacionados con la actividad penitenciaria que denoten una especial iniciativa y dedicación sin que concurran en las categorías precedentes.

La medalla de oro es concedida mediante una orden del titular del Ministerio del Interior y las medallas de plata y de bronce se otorgarán por resolución de la Secretaría de Estado de Asuntos Penitenciarios.
La administración penitenciaria española también entrega la Medalla al Mérito Social Penitenciario a personas y entidades que se hayan distinguido por haber realizado actividades relevantes en colaboración con ella.

## Desposesión de distinciones
El agraciado con cualesquiera de las categorías que haya sido sentenciado por la comisión de un delito doloso o pública y notoriamente haya incurrido en actos contrario a las razones determinantes de la concesión de la distinción podrá, en virtud de expediente iniciado de oficio o por denuncia motivada, y con intervención del Fiscal de la Real Orden, ser desposeído del título correspondiente a la distinción concedida, decisión que corresponde a quien la otorgó.